# Кинуса
Кину̀са (на гръцки: Κινούσα) е село в Кипър, окръг Пафос. Според статистическата служба на Република Кипър през 2001 г. селото има 72 жители.
Намира се на 3 км югоизточно от Макунта.